# Ricardo Gardner
Ricardo Gardner   (Saint Andrew, 25 de setembre de 1978) és un futbolista jamaicà de la dècada de 2000.
Fou 111 cops internacional amb la selecció de Jamaica.
Pel que fa a clubs, destacà a Bolton Wanderers FC i Preston North End FC.
El desembre de 2015, es convertí en entrenador de la selecció de Jamaica sots 20 i entre 2015 i 2018 fou entrenador de Harbour View FC. El 2019 es convertí en entrenador assistent de Portmore United FC.